# Kataster Nowomarchijski Ludwika Starszego

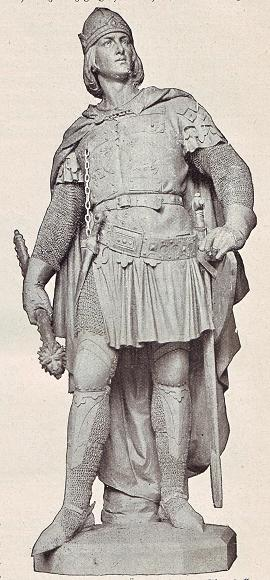
Pomnik Ludwik Starszego na dawnym bulwarze Siegesallee w Berlinie, dzieło Ernsta Hertera odsłonięte 7 listopada 1899

Kataster Nowomarchijski Ludwika Starszego – rejestr wsi leżących na obszarze Nowej Marchii, sporządzony dla celów podatkowych w 1337 r. na polecenie margrabiego Ludwika Starszego. 

## Geneza
Po śmierci margrabiego Waldemara w 1319 r. Marchia Brandenburska popadła w długi okres zamętu. W latach 1319-23 faktyczną władzę w Nowej Marchii uzyskał książę wołogojski Warcisław IV, lecz po nadaniu w 1323 r. przez króla Ludwika Bawarskiego całej Marchii Brandenburskiej swojemu 7-letniemu wówczas synowi Ludwikowi, Nowa Marchia stała się areną trwających jeszcze kilka lat walk o jej przejęcie przez Wittelsbachów. Straciwszy prawne podstawy panowania w Nowej Marchii, książęta zachodniopomorscy weszli do obozu politycznego papieża Jana XXII, przeciwnika Wittelsbachów. Szybkie postępy jakie czynili Wittelsbachowie w latach 1324 i 1325 w odzyskiwaniu poszczególnych ziem Nowej Marchii doprowadziły do porozumienia pomiędzy książętami pomorskimi Warcisławem IV, Ottonem I i Barnimem III a królem polskim Władysławem Łokietkiem (układ nasielski z 18 czerwca 1325 r.), mającego na celu likwidację i rozbiór Nowej Marchii - ziemie na zachód od Drawy miały przypaść Pomorzu, na wschód od tej rzeki zaś Polsce. Z poparciem wielkiego księcia litewskiego Giedymina, wiosną 1326 r. nastąpiło polsko-litewskie uderzenie, które w efekcie okazało się jedynie niszczącym napadem rabunkowym. Proces dalszego wypierania książąt zachodniopomorskich i odbudowy Nowej Marchii w dawnych granicach trwał do ok. 1330 r. Na potrzeby pokrycia kosztów wojny margrabia Ludwik Starszy zastawił w 1328 r. szereg miast łużyckich, a nawet marchijskich. W celu późniejszego wykupu tych zastawów, margrabia nałożył na stany nowomarchijskie nadzwyczajną daninę, w zamian za zwolnienie na przyszłość od szeregu normalnych świadczeń. Zebrane pieniądze miały być przekazywane nie margrabiemu, ale magistratowi Berlina, który wystawił urzędowe zapewnienie, iż zostaną one wydatkowane tylko na wykup zastawionych posiadłości. W związku z tym właśnie poborem daniny powstał w 1337 r. nowomarchijski kataster.

## Zawartość rejestru

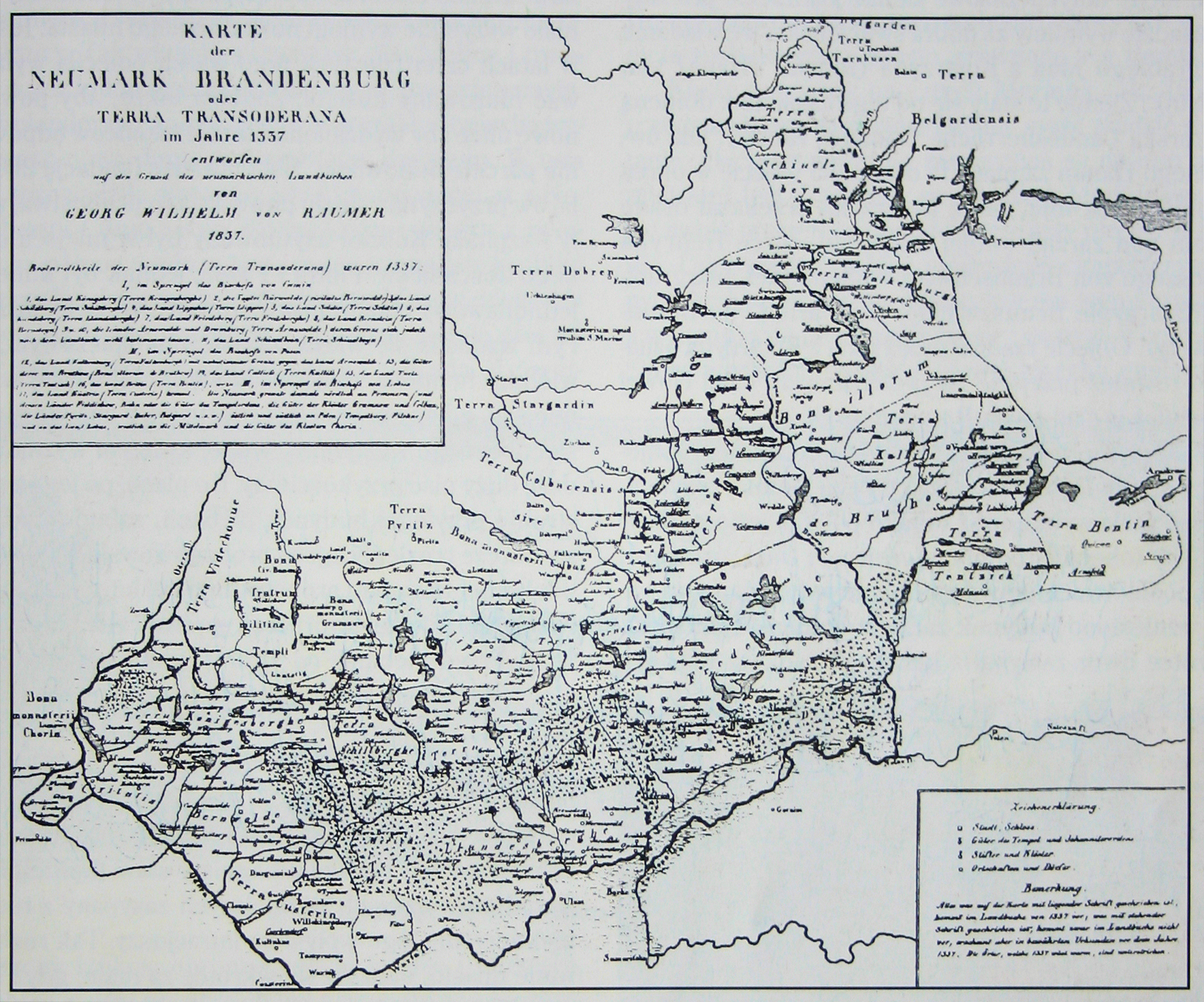
Sieć osadnicza Nowej Marchii około roku 1337 według księgi ziemskiej Ludwika I Starszego

Rejestr ziemski margrabiego Ludwika Starszego z 1337 r. składa się z trzech części:
1. Rejestr wsi leżących w terra Transoderana (od początku XV w. zwanej Nową Marchią), podzielonej na ziemie, z podaniem ogólnej liczby łanów oraz wyszczególnieniem łanów należących do plebanii (tzw. dos) i kościołów, liczbę zobowiązanych do konnej służby wojennej, mieszkających we wsi rycerzy wraz z liczbą posiadanych łanów, wysokość czynszu dzierżawnego (pactus) i ewentualnie istniejące karczmy i młyny wraz z danymi na temat pana lennego. W tej części wymienione są ziemie (terrae): mieszkowicka (Bernwolde), chojeńska (Koningesberghe), golenicka (Schiltberghe), lipiańska (Lippen), myśliborska (Soldin), gorzowska (Llandesberghe), strzelecka (Ffredegerghe), choszczeńska (Arnswolde), świdwińska (Schiuelbeyn) i pełczycka (Bernsteyn). Oprócz nich identyfikuje się ziemię trzcińską (terra Schönfließ, od miasta Trzcińsko-Zdrój), choć nie wymienioną wprost, ale wynikającą zarówno z układu samego katastru, jak i kontekstu historycznego.
2. Rejestr wsi zawierający dane jak w części pierwszej, lecz należących do rodu von Wedel (terra illorum de Wedel). W tej części wymienione są ziemie: tuczyńska (Tenczick), kaliska (Kalließ), bytyńska (Beutin) i złocieniecka (Valkenburgh) oraz bona illorum de Gruthow (dobra obejmujące trzy kompleksy: w okolicach Mirosławca, na południe i południowy zachód od Kalisza Pomorskiego oraz na zachód od Drawy ze Święciechowem; interpretacjade Gruthow jest dyskusyjna: identyfikuje się ich bądź jako panów Güntersberg, bądź jako von Wedlów z Korytowa i Drawna).
3. Rejestr nieużytków uporządkowany według ich nazw, wraz ze zobowiązaniami podatkowymi sąsiadujących wsi za wypasanie oraz nazwami okolicznych jezior.

Kataster nie zawiera ziemi kostrzyńskiej jako należącej w tym czasie do joannitów (w związku z czym nie istniało tam wójtostwo lenne) oraz terenów zamieszkałych przez Słowian na łęgach Odry, Warty i Noteci, prawdopodobnie dlatego, iż nie było na nich większych użytków podzielonych na łany.

## Średniowieczne egzemplarze
W średniowieczu istniały trzy rękopisy katastru: oryginał z 1337 r. (zaginiony), kopia wykonana przez kancelarię Luksemburgów po 1375 r. (wchodziła prawdopodobnie w skład Copiarium Marchicum; zaginiona) oraz kopia tego odpisu w Codex Wedel z I połowy XV w. (zachowana). 
Kataster Nowomarchijski Ludwika Starszego z 1337 r. wszedł w skład większego dzieła powstałego w latach 1404-1414 pod redakcją brandenburskiego kanclerza i proboszcza Berlina, Jana I von Waldow, zawierającego również wszystkie znane nowomarchijskie rejestry akt z czasów Wittelsbachów z lat 1333-1373. Istniały prawdopodobnie dwa egzemplarze - oryginał oraz odpis wykonany dla zakonu krzyżackiego pomiędzy rokiem 1404 a 1410. Oba zachowały się do dziś, choć niekompletne i z różnym zestawem dokumentów - są tożsame z Copiarium Marchicum i Codex Wedel.

## Wydania drukiem
Drukiem ukazały się dwie edycje katastru z 1337 r.:
- "Die Neumark Brandenburg im Jahre 1337 oder Markgraf Ludwik des Aelteren Neumärkisches Landbuch aus dieser Zeit" Georga Wilhelma von Raumera, opublikowany w 1837 r. Autor wykorzystał wyłącznie odpisy rejestru z XIX w., przede wszystkim powstałą w latach 1830-1834 kopię wykonaną przez urzędnika pruskiego i historyka brandenburskiego, Siegminda Wilhelma Wohlbrücka. Częściowe zafałszowanie pierwotnej treści rejestru poprzez nieodpowiednie korekty Wohlbrücka stało się przyczyną kolejnej edycji Gollmerta w 1862 r. Edycja Raumera nie jest aktualnie w zasadzie używana przez historyków.
- "Das Neumärkische Landbuch Markgraf Ludwigs des Älteren vom Jahre 1337. Nach einer neu aufgefundenen Handschrift des vierzehnten Jahrhunderts", wydane we Frankfurcie nad Odrą w 1862 r. przez berlińskiego archiwistę Ludwiga Gollmerta.